# Julie Benz

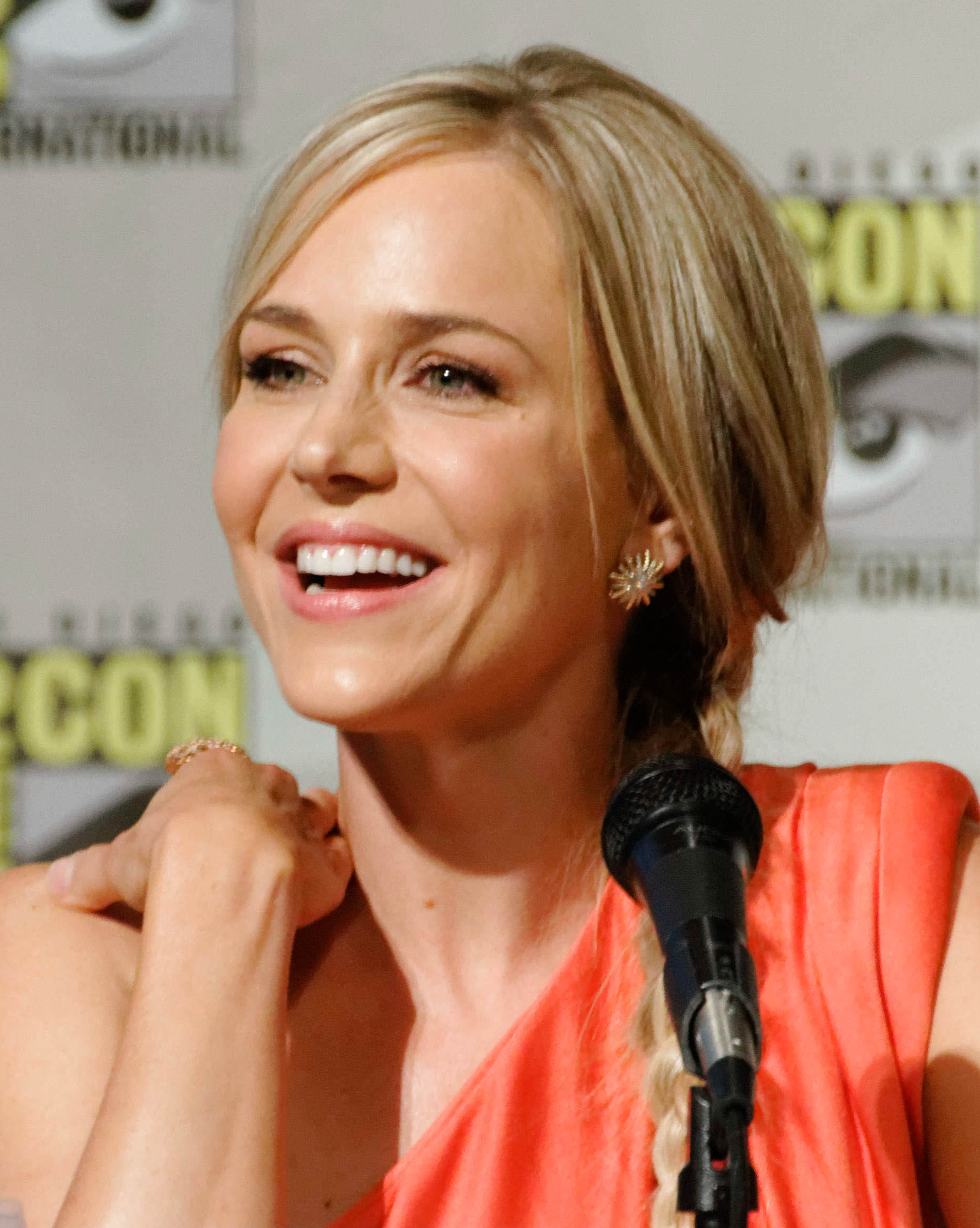
Julie Benz bei der Comic-Con (2012)

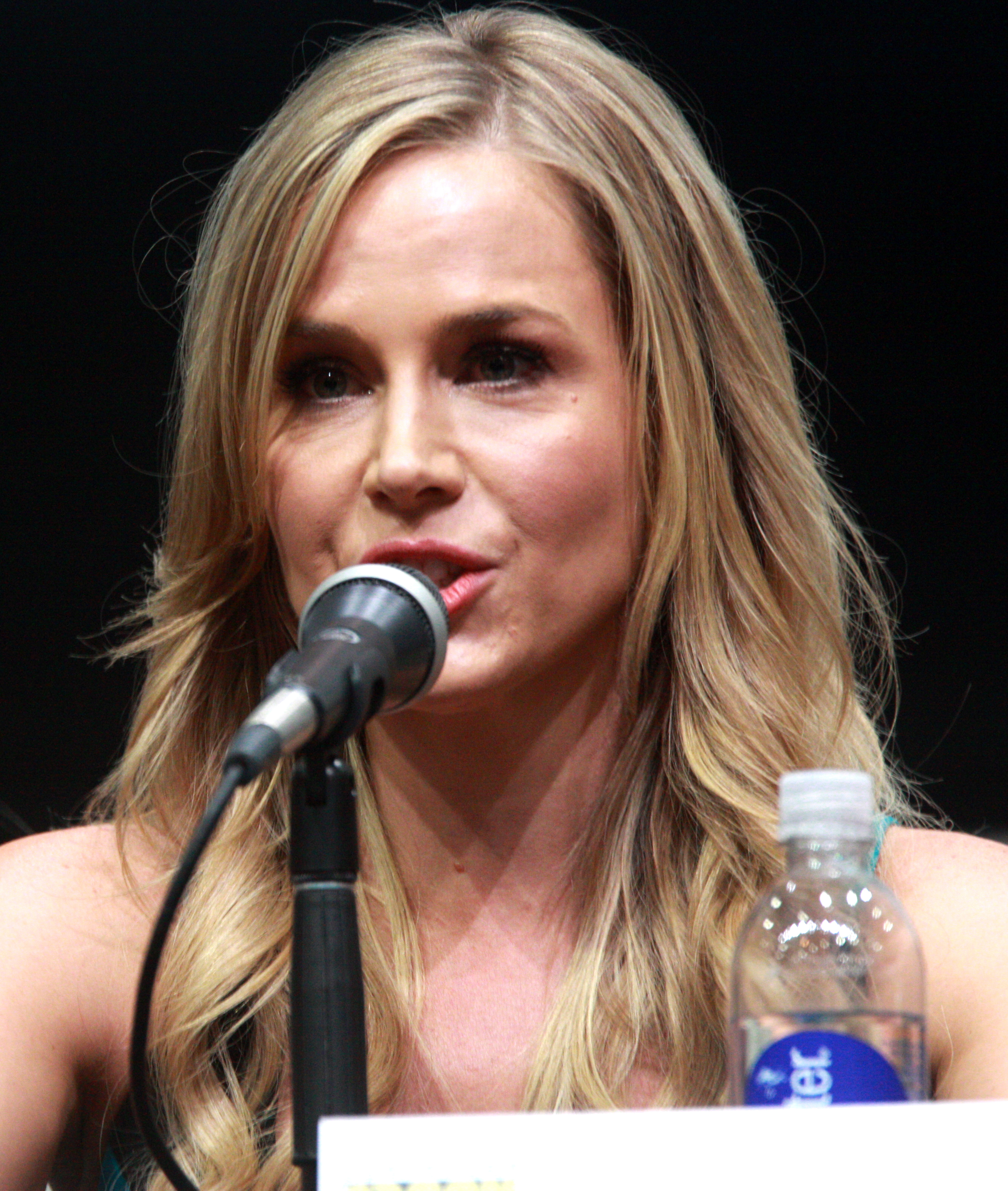
Julie Benz 2013 auf der San Diego Comic Con International

Julie M. Benz (* 1. Mai 1972 in Pittsburgh, Pennsylvania) ist eine US-amerikanische Schauspielerin.

## Leben
Julie Benz kam als Tochter eines Chirurgen in Pittsburgh zur Welt. Die Familie zog zwei Jahre nach ihrer Geburt nach Murrysville im benachbarten Westmoreland County, wo Benz mit drei Jahren das Eislaufen begann. 1988 nahm sie an den US-amerikanischen Juniormeisterschaften im Eiskunstlauf teil und belegte dort den 13. Platz, im Jahr darauf beendete sie ihre Eislaufkarriere. Ihre älteren Geschwister waren 1987 amerikanische Juniorenmeister im Eistanzen und nahmen an internationalen Wettbewerben teil. Nach dem Abschluss der High School in Murrysville studierte sie Schauspiel an der New York University.
Benz war von 1998 bis 2007 mit dem US-Schauspieler und Comedian John Kassir verheiratet. Anfang Mai 2012 heiratete sie Rich Orosco. Benz lebt in Los Angeles.

## Karriere
Julie Benz tritt seit 1990 als Schauspielerin in Film und Fernsehen in Erscheinung. Ihren ersten Filmauftritt hatte sie 1990 in Two Evil Eyes. Sie wurde vor allem durch ihre Auftritte als Vampir Darla in den Fernsehserien Buffy – Im Bann der Dämonen und Angel – Jäger der Finsternis bekannt. 1991 spielte sie in der Fernsehserie Hi Honey, I’m Home. Man sah sie zudem in Besser geht’s nicht, Die Abbotts – Wenn Haß die Liebe tötet und 2000 mit Shannen Doherty im Fernseh-Thriller Hexen für die Schule des Satans.
Außerdem ist sie die Originalsynchronstimme von Miranda Keyes aus dem Xbox-Spiel Halo 2.
Zu ihren erfolgreichsten Filmen zählt Der zuckersüße Tod (1999) mit Rose McGowan.
Von 2006 bis 2010 spielte Benz in der Fernsehserie Dexter die Freundin und spätere Ehefrau Rita Bennett des gleichnamigen Protagonisten. Im Jahr 2008 hatte sie neben Sylvester Stallone eine Hauptrolle in dem Film John Rambo und war zudem an der Seite von Ray Stevenson als Angela in der Comicverfilmung Punisher: War Zone zu sehen. Weitere Film- und Fernsehrollen folgten. Ihr Schaffen umfasst mehr als 90 Produktionen.

## Filmografie (Auswahl)

### Filme
| - 1990: Two Evil Eyes - 1995: The Barefoot Executive (Fernsehfilm) - 1996: Leinen los für die Liebe (Hearts Adrift, Fernsehfilm) - 1996: Darkdrive – Verschollen in der Matrix (Darkdrive) - 1997: Eating Las Vegas - 1997: A Walton Easter (Fernsehfilm) - 1997: Die Abbotts – Wenn Haß die Liebe tötet (Inventing the Abbotts) - 1997: Besser geht’s nicht (As Good as It Gets) - 1999: Dirt Merchant - 1999: Der zuckersüße Tod (Jawbreaker) - 2000: Hexen für die Schule des Satans (Satan’s School for Girls, Fernsehfilm) - 2000: Shriek – Schrei, wenn du weißt, was ich letzten Freitag, den 13. getan habe (Shriek If You Know What I Did Last Friday the Thirteenth) - 2001: The Brothers - 2003: Hot Shots Golf Fore! - 2003: George, der aus dem Dschungel kam 2 (George of the Jungle 2) - 2003: The Midget Stays in the Picture - 2004: The Long Shot: Belive in Courage (Fernsehfilm) - 2005: Zickenterror an der High School (Bad Girls from Valley High) - 2005: Lackawanna Blues (Fernsehfilm) - 2005: Locusts:The 8th Plugue (Fernsehfilm) - 2005: 8mm 2 – Hölle aus Samt (8MM 2) - 2006: Circle of Friends (Fernsehfilm) - 2006: Kill Your Darlings - 2008: John Rambo (Rambo) - 2008: Saw V - 2008: Punisher: War Zone - 2009: Der blutige Pfad Gottes 2 (The Boondock Saints II: All Saints Day) - 2009: Held Hostage (Fernsehfilm) - 2010: Bedrooms - 2011: Answers To Nothing - 2013: Taken: The Search for Sophie Parker (Fernsehfilm) - 2014: Supremacy - 2015: Der Kreis (Circle) - 2015: Der Sturm – Life on the Line (Life on the Line) - 2015: Charming Christmas - 2016: Havenhurst - 2017: Christmas Homecoming - 2019: Foster Boy - 2020: Nocturne - 2021: Gold Digger Killer (Fernsehfilm) - 2024: The Midway Point | - 1991–1992: Hi Honey, I’m Home (14 Folgen) - 1994: Eine schrecklich nette Familie (Married with Children, Folge 8x19) - 1996: Sliders – Das Tor in eine fremde Dimension (Sliders, Folge 3x03) - 1996: Diagnose: Mord (Diagnosis: Murder, Folge 4x03) - 1997–2000: Buffy – Im Bann der Dämonen (Buffy – The Vampire Slayer, 6 Folgen) - 1999: Roswell (7 Folgen) - 1999: King of Queens (The King of Queens, Folge 1x20) - 1999: Payne (9 Folgen) - 2001–2004: Angel – Jäger der Finsternis (Angel, 20 Folgen) - 2002–2003: Taken (Mini-Serie, 2 Folgen) - 2005: Navy CIS (NCIS, Folge 1x22) - 2006: CSI: Vegas (CSI: Crime Scene Investigation, Folge 6x22) - 2006: CSI: Miami (Folge 4x16) - 2006: Supernatural (Folge 1x12) - 2006–2010: Dexter (49 Folgen) - 2007: Law & Order (Folge 17x14) - 2010: Desperate Housewives (5 Folgen, 6x14–6x18) - 2010–2011: My Superhero Family (No Ordinary Family, 20 Folgen) - 2011: Royal Pains (Folge 3x06: Ein Apfel am Tag und du hättest dir den Arzt gespart) - 2011–2012: A Gifted Man (7 Folgen) - 2013–2015: Defiance (39 Folgen) - 2015–2017: Hawaii Five-0 (12 Folgen) - 2017: Training Day (7 Folgen) - 2019: Leicht wie eine Feder (Light as a Feather, 2 Folgen) - 2019: On Becoming a God in Central Florida (7 Folgen) - 2021: Love, Victor - 2022: 9-1-1: Lone Star (4 Folgen) |

## Auszeichnungen
| Jahr          | Preis                                 | Kategorie                                                                                        | Werk   | Resultat  |
| ------------- | ------------------------------------- | ------------------------------------------------------------------------------------------------ | ------ | --------- |
| 2006          | Satellite Award                       | Best Actress in a Supporting Role in a Series, Mini-Series or Motion Picture Made for Television | Dexter | Gewonnen  |
| 2008          | Eyegore Award                         |                                                                                                  |        | Gewonnen  |
| 2008          | Scream Award                          | Best Horror Actress                                                                              | Dexter | Nominiert |
| 2009          | Screen Actors Guild Awards            | Outstanding Performance by an Ensemble in a Drama Series                                         | Dexter | Nominiert |
| 2010          | Screen Actors Guild Awards            | Outstanding Performance by an Ensemble in a Drama Series                                         | Dexter | Nominiert |
| Scream Awards | Best Horror Actress                   |                                                                                                  | Dexter | Nominiert |
| Nymphe d’Or   | Outstanding Actress – Drama Series    |                                                                                                  | Dexter | Nominiert |
| Saturn Award  | Best Supporting Actress on Television | Gewonnen                                                                                         | Dexter |           |

## Videospiele
- 2004: Halo 2 (Miranda Keyes Synchronisation)
- 2004: Min’na no gorufu 4 (Phoebe / Various Stimme, Englische Version, Synchronisation)